# Камберланд (плато)
Камберланд (на английски: Cumberland Plateau) е плато, представляващо югозападната част на Апалачкото плато, съставна част на Апалачите, в САЩ, разположено на територията на щатите Кентъки (43%), Алабама (28%), Тенеси (26%), Мисисипи (2%) и Джорджия (1%). Простира се от югозапад на североизток на протежение от 760 km, ширина до 400 km, а площта му е 223 421 km². Височината му варира от 500 m на запад до 1287 m на изток, където придобива характер на планина (масива Камберланд). Изградено е от полегато наклонени на запад пластове от пясъчници и варовици. Източната му периферия е подмита от реките Тенеси и Клинч и образува стръмен откос над Голямата долина с относителна височина до 300 m. Цялото плато е дълбоко разчленено от долините на реките Камберланд и Тенеси (леви притоци на Охайо). Силно разпространение имат карстовите форми на релефа. Отделни участъци са заети от широколистни гори. Разработват се големи находища на каменни въглища.